# Osse (Gélise)
Die Osse ist ein Fluss in Frankreich, der in den Regionen Okzitanien und Nouvelle-Aquitaine verläuft. Sie entspringt am Plateau von Lannemezan, im Gemeindegebiet von Bernadets-Debat, entwässert generell Richtung Nord und mündet nach rund 120 Kilometern an der Gemeindegrenze von Nérac und Andiran als rechter Nebenfluss in die Gélise. Auf ihrem Weg berührt sie die Départements Hautes-Pyrénées, Gers und Lot-et-Garonne.

## Orte am Fluss
- Bernadets-Debat
- Miélan
- Monclar-sur-Losse
- Montesquiou
- Vic-Fezensac
- Mouchan
- Larroque-sur-l’Osse
- Fréchou

## Sehenswürdigkeiten
- Pont de Tauziète, Brücke über den Fluss aus dem 17. Jahrhundert, knapp vor der Mündung – Monument historique[3]